# Slag bij Brandywine

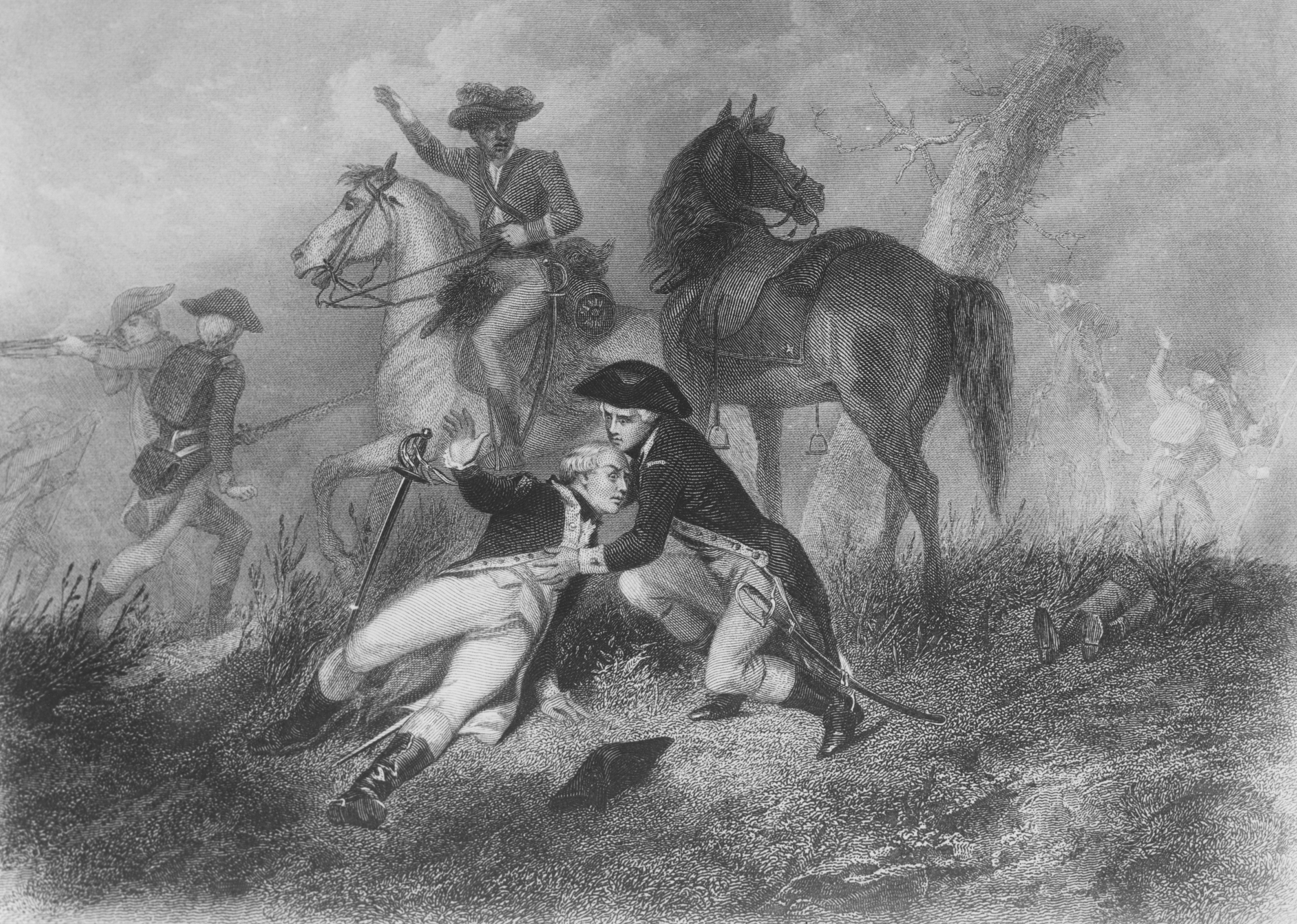

De Slag bij Brandywine was een veldslag tijdens de Amerikaanse Onafhankelijkheidsoorlog die op 11 september 1777 plaatsvond. De veldslag vond ongeveer gelijktijdig plaats met de slag bij Saratoga in het noorden van de staat New York en deze van Fort Stanwick. De slag vond plaats aan de Brandywine Creek in Delaware County en eindigde met een belangrijke overwinning van de Britten waardoor deze vervolgens Philadelphia konden veroveren.
In de Amerikaanse Onafhankelijkheidsoorlog stonden de Amerikaanse opstandelingen, die waren samengesteld uit milities en uit een Continentaal Leger onder leiding van George Washington, tegen de Britten, geholpen door Hessische huurlingen. Vanaf 1775 wonnen de Amerikanen een aantal veldslagen (Lexington en Concord, beleg van Boston, slag bij Trenton), maar leden ook een aantal nederlagen (invasie van Canada, slag bij Long Island). Nadat de Britse troepen van generaal William Howe zich meester hadden gemaakt van New York in 1776, beslisten zij ook de stad Philadelphia in Pennsylvania in te nemen. De stad was toen de zetel van het Continentaal Congres en de facto de hoofdstad van de Verenigde Staten.
De Amerikanen verloren 300 man bij de veldslag, tegenover 89 voor de Britten. Door de Amerikaanse nederlaag diende het Continentaal Congres Philadelphia te ontvluchten en trok naar Lancaster en nadien naar York. Het oorlogsmaterieel werd verhuisd naar Reading. De vijandelijkheden in de streek hielden een week aan. Na de inname van Philadelphia in september 1777, trokken de Britten hun troepen samen in Germantown, op 8 km ten noorden van Philadelphia.
De slag bij Brandywine is ook bekend omdat het de eerste veldslag was van de 20-jarige markies de La Fayette, die gewond raakte aan zijn been, maar de bewondering opwekte van George Washington. Verder is ook opmerkelijk doordat de Quebecois aan de slag deelnamen, het "Congress Own Regiment" van Moses Hazen.
Hoewel de Amerikanen de slag verloren, liet de deling van de Britse troepen die erop volgde aan Horatio Gates toe om John Burgoyne te bekampen nabij Albany in de slag bij Saratoga, waardoor ook Frankrijk in de oorlog betrokken raakte en de Britten verslagen werden in Yorktown in 1781.